# Sender Köpenick

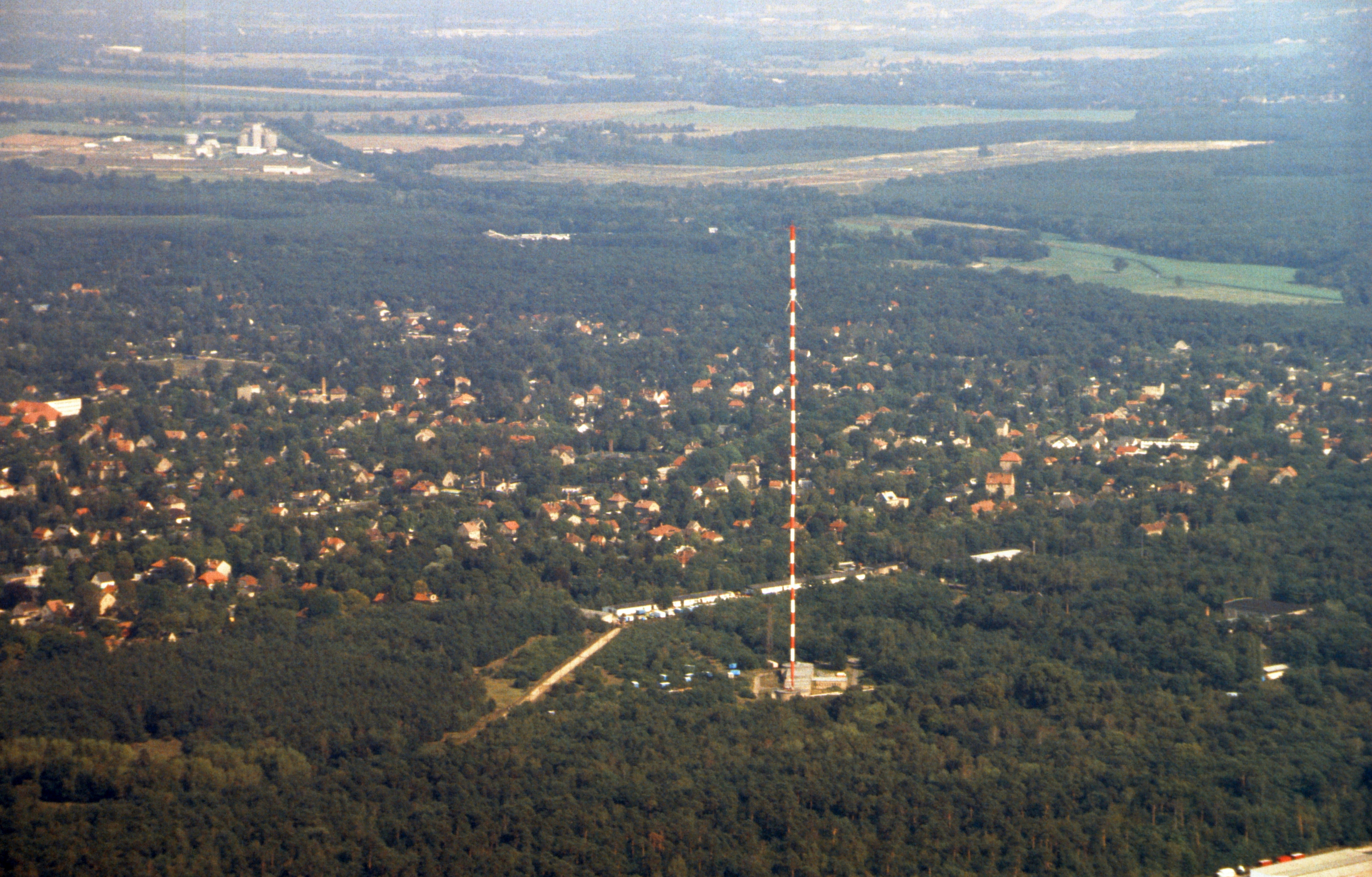
Sender Köpenick, 10. September 1992

Der Sender Köpenick war eine Rundfunksendeanlage für Kurz- und Mittelwelle im Wald zwischen Berlin-Mahlsdorf und Berlin-Köpenick in der Nähe der Köpenicker Ortslage Uhlenhorst, weshalb er auch als „Sender Uhlenhorst“ bezeichnet wurde.
Der Sender Köpenick ging am 6. Juli 1952 in Betrieb und verwendete bis 1984 einen 248 Meter hohen, gegen Erde isolierten selbststrahlenden Stahlrohrmast als Antenne, auch J1-Sendemast genannt, und einen geerdeten Reflektormast gleicher Höhe, der als J2-Sendemast bezeichnet wurde. Eine Besonderheit der Anlage war, dass der gegen Erde isolierte Mast mit Hilfe einer hydraulischen Anlage angehoben werden konnte, wenn Gefahr bestand, dass durch den Überschallknall von Militärflugzeugen der Fußpunktisolator beschädigt werden könnte. Daneben existierten noch zwei Dreieckflächenantennen, die an drei je 50 Meter hohen, abgespannten Stahlfachwerkmasten befestigt waren, sowie ein freistehender Stahlfachwerkturm, der Richtfunkantennen für den Empfang des Richtfunksignals vom Studio in Berlin-Adlershof trug.
Ab 1958 kamen auch UKW- und Fernsehsender hinzu. 1984 wurde der Reflektormast, der durch den Genfer Wellenplan überflüssig wurde, abgebaut und in Wachenbrunn wiederaufgebaut, wo er bis 2011 noch stand. Der alte Sender wurde 1993 stillgelegt, demontiert und als Ausstellungsstück im Sendermuseum Königs Wusterhausen wiederaufgebaut. Ab 1993 wurde der Standort nur noch für Mittelwellensender kleiner Leistung (teilweise auch versuchsweise im DRM-Modus) und UKW-Sender genutzt. Durch den Umbau des Antennenträgers des Berliner Fernsehturms 1997 und den Neubau eines 120 Meter hohen Sendemastes in Zehlendorf bei Oranienburg wurde die Anlage schließlich überflüssig und der 248 Meter hohe baufällige Sendemast am 16. Dezember 2002 abgerissen.
Heute ist das einzige Antennenbauwerk auf dem Areal ein Sendemast für Mobilfunk in einer für in Deutschland unüblichen Bauweise bei 52.475516 N 13.592388 O.
Auf den Stadtplänen von Berlin aus der Zeit vor 1989 war die Anlage nicht eingezeichnet.